# Sylvester McCoy
Sylvester McCoy é um ator escocês, mais conhecido por interpretar a sétima regeneração  do Doutor na série de ficção científica da BBC Doctor Who e por seu papel como Radagast para as adaptações para o cinema de O Hobbit.

## Início de vida
Nascido Percy James Patrick Kent-Smith em Dunoon, na península Cowal, para uma mãe irlandesa e pai inglês morto em combate na Segunda Guerra Mundial dois meses antes de seu filho nascer. Ele era religioso, mas agora é um ateu.
Ele foi criado principalmente em Dunoon onde frequentou a St Mun's School. Ele então estudou para o sacerdócio no Colégio de Blair, um seminário em Aberdeen entre aos 12 e 16 anos, mas ele desistiu dela e continuou sua educação em Dunoon Grammar School. Depois que ele deixou a escola mudou-se para Londres, onde trabalhou no setor de seguros para 5 anos. Ele trabalhou na bilheteria The Roundhouse por um tempo, onde ele foi descoberto por Ken Campbell.

## Carreira

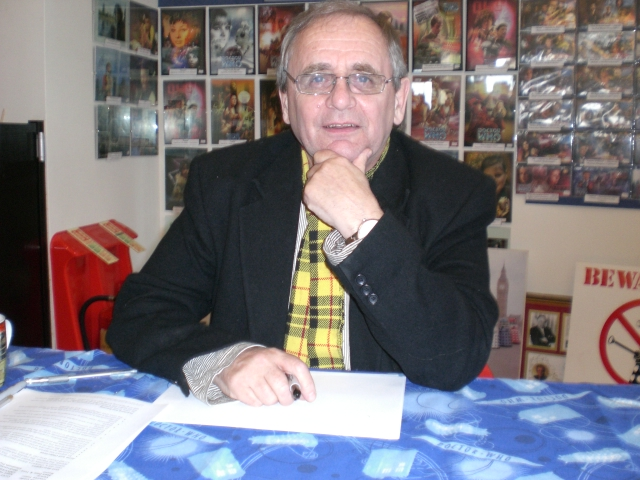
McCoy na Escócia, Reino Unido, em 2008

### Doctor Who
McCoy tornou-se o sétimo Doctor depois de assumir o papel principal em Doctor Who, em 1987, a partir depois de Colin Baker. Ele permaneceu na série até que terminou em 1989, terminando com o Survival. Como Baker recusou o convite para filmar a cena de regeneração, McCoy brevemente usava uma peruca e apareceu, virado para baixo, como o sexto Doctor. Ele jogou o doutor nos especiais de caridade Dimensions in Time, e novamente em 1996, aparecendo no início do filme televisivo "filme de Doctor Who" estrelado por Paul McGann como o oitavo Doctor.
Em sua primeira série, McCoy, um ator de comédia, interpretou o personagem com um grau de humor de palhaço, mas editor do roteiro Andrew Cartmel logo mudou, pois quando os fãs argumentaram que o personagem foram tornando cada vez mais leve. O Sétimo Doutor desenvolvido em uma figura muito mais escura do que qualquer de suas encarnações anteriores, manipula as pessoas como peças de xadrez e sempre parecendo estar jogando um jogo mais profundo. Uma característica distintiva do performances de McCoy era a sua maneira de falar. No início do seu mandato ele usou provérbios e ditos adaptado para seus próprios fins, embora esta característica foi extinta durante as seguintes temporadas, e mais escuro de seu mandato. Em 1990, os leitores da Doctor Who Magazine votaram o  doutor McCoy como "o melhor doutor", ao longo do eterno favorito Tom Baker.

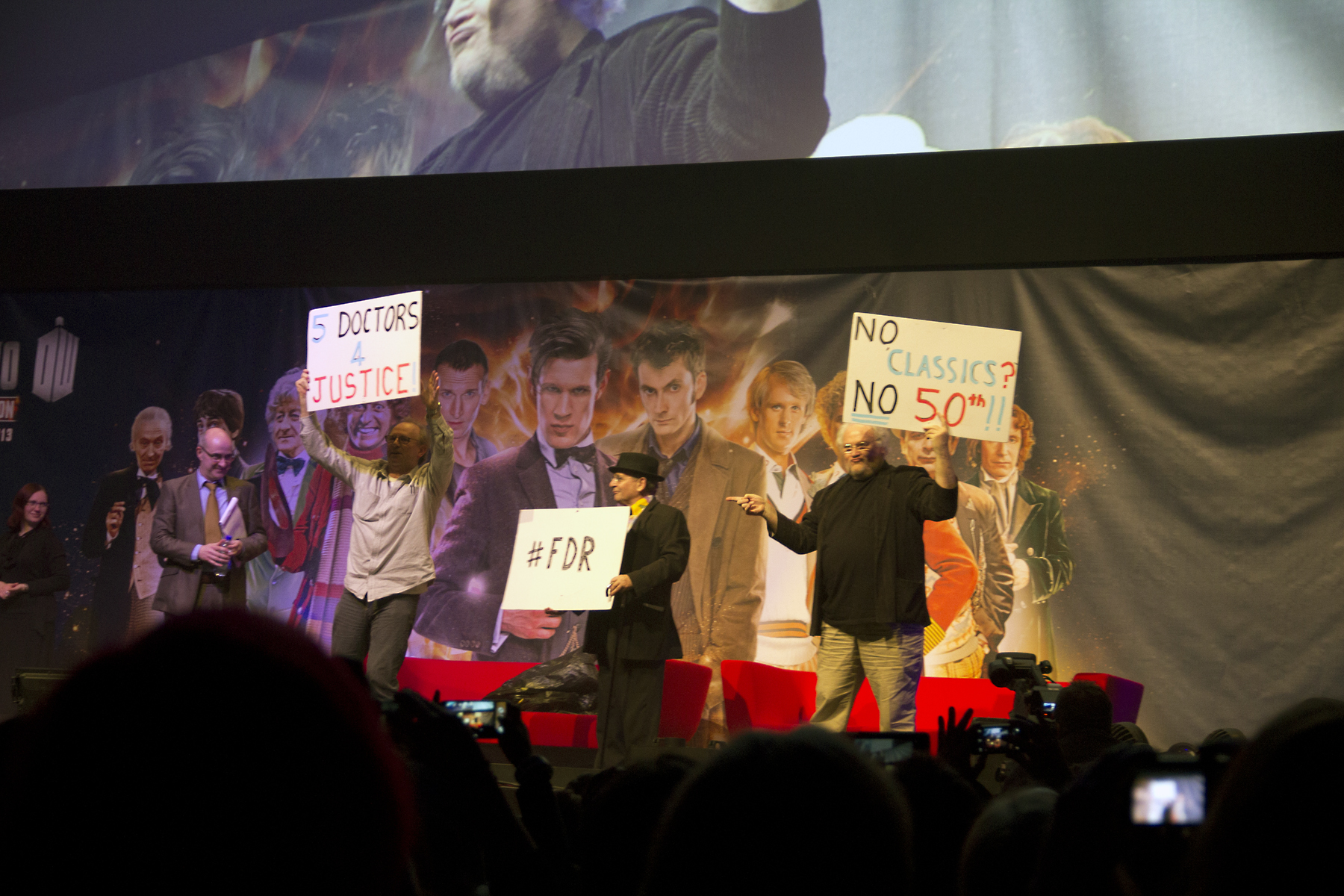
Peter Davison, McCoy e Colin Baker no fim de semana da celebração dos 50 anos de Doctor Who.

### Trilogia:O Hobbit
McCoy começou a filmar para O Hobbit, uma adaptação de três partes do livro, em 2011. Ele retrata o assistente Radagast, ao lado do companheiro Rei Lear, o ator Ian McKellen, que reprisa seu papel como Gandalf.
Embora o caráter de Radagast só é aludida em "O Hobbit", e apenas um personagem secundário em O Senhor dos Anéis, a parte foi expandida para os filmes.